# جيمس سي. مورسيل
كان القس جيمس كوثبرت مورسيل (12 سبتمبر 1860 - 28 فبراير 1948)، هاوي طوابع بريطانيًا، مقيمًا في كوينزلاند منذ عام 1939، وأُضيف إلى قائمة هواة جمع الطوابع المتميزين عام 1946.
كان مورسيل متخصصًا في طوابع جنوب أستراليا، ونال عنها ميدالية تيلارد عام 1936. وكان مساهمًا منتظمًا في مجلة الطوابع الأسترالية.